# Die Apokalyptischen Reiter
Die Apokalyptischen Reiter (niem. Jeźdźcy Apokalipsy) – niemiecki zespół muzyczny, założony w 1995 roku w Turyngii. Ich muzyka jest mieszanką black, death, thrash, folk i power metalu, niekiedy również rocka.

## Historia

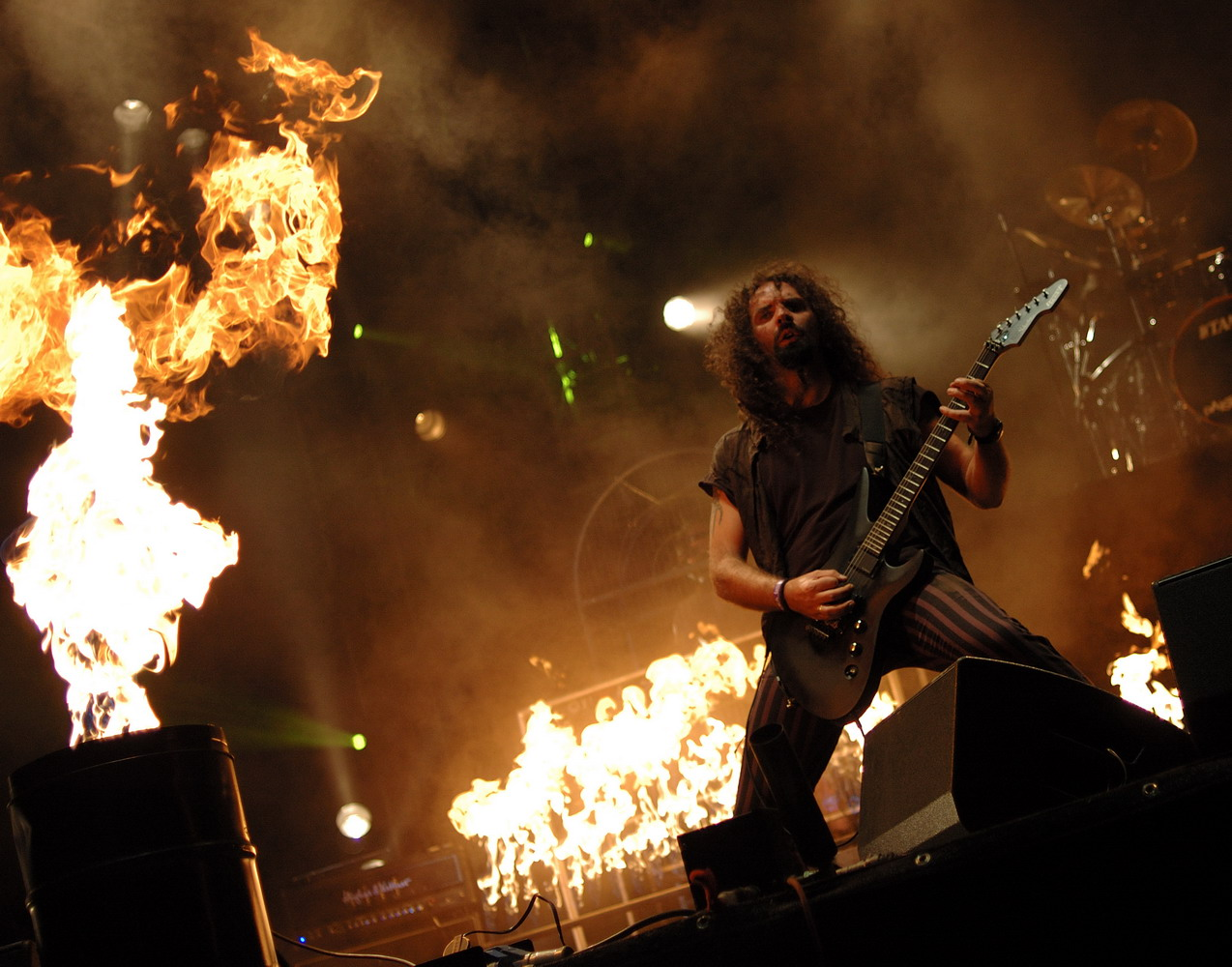
Pitrone 3 października 2007 na Wacken Open Air.

Die Apokalyptischen Reiter zostało założone w 1995 przez Daniela „Eumel” Täumela i Skelletona. Kilka tygodni później do zespołu dołączyli Mark „Dr. Pest“ Szakul i Volkmar „Volk-Man“ Weber. W 1996 roku czteroosobowa grupa wydała demo Firestorm i odbyła pierwsze koncerty w Niemczech, Czechach, Rumunii, Słowacji i na Węgrzech. Wiele wydawnictw okazało swoje zainteresowanie i w efekcie w 1997 roku zespół podpisał umowę z Ars Metalli. W grudniu 1997 ukazał się ich debiutancki album Soft & Stronger, osiem miesięcy później limitowana seria (1000 sztuk) płyty zawierającej cztery piosenki – Dschinghis Khan – która została wyprzedana w kilka dni.
W 1999 Die Apokalyptischen Reiter wydali drugi album Allegro Barbaro, który ukazał się nakładem Ars Metalli, jednakże już wkrótce rozwiązali umowę z wydawnictwem z powodu konfliktów. Z biegiem czasu grupa stawała się coraz bardziej rozpoznawalna w Niemczech i wschodniej Europie, aż wreszcie podpisała umowę z holenderskim wydawnictwem Hammerheart.
W tym samym czasie Skelleton opuścił zespół. Volkmar „Volk-Man” Weber przejął skrzeczący śpiew Skelletona, podczas gdy do zespołu jako perkusista został przyjęty Georg „Sir G.” Lenhardt.
W kwietniu tego samego roku Die Apokalyptischen Reiter nabyli dla swojej prezentacji online domenę reitermania.de. Nazwa szybko zdobyła uznanie fanów, którzy zaczęli nazywać się Reitermaniakami.
W roku 2000 Die Apokalyptischen Reiter przeznaczyło znaczną część budżetu na swój trzeci album; w międzyczasie wokalista Eumel zmienił swój pseudonim na Fuchs (niem. lis).
Die Apokalyptischen Reiter podjęli się z producentem Andym Classenem pracy nad All You Need Is Love w jego studio Stage One Studio. Album osiągnął komercyjny sukces, a o Die Apokalyptischen Reiter zaczęto pisać w rozmaitych czasopismach. Zapoczątkowało to liczne występy podczas festiwali – między innymi Wacken Open Air – i kilkutygodniowe tournée po Europie z amerykańskim zespołem Macabre.
Rok 2001 grupa spędziła w większej części będąc w trasie, jednak 2002 przyniósł pewne zmiany. Zarówno Sir G. jak i Fuchs zaczęli cierpieć na problemy zdrowotne i w efekcie część koncertów grano z zastępczymi muzykami. Z tego powodu do grupy jako gitarzysta został przyjęty piąty członek: Pitrone. W 2002 grupa zmieniła także wytwórnię na Nuclear Blast.

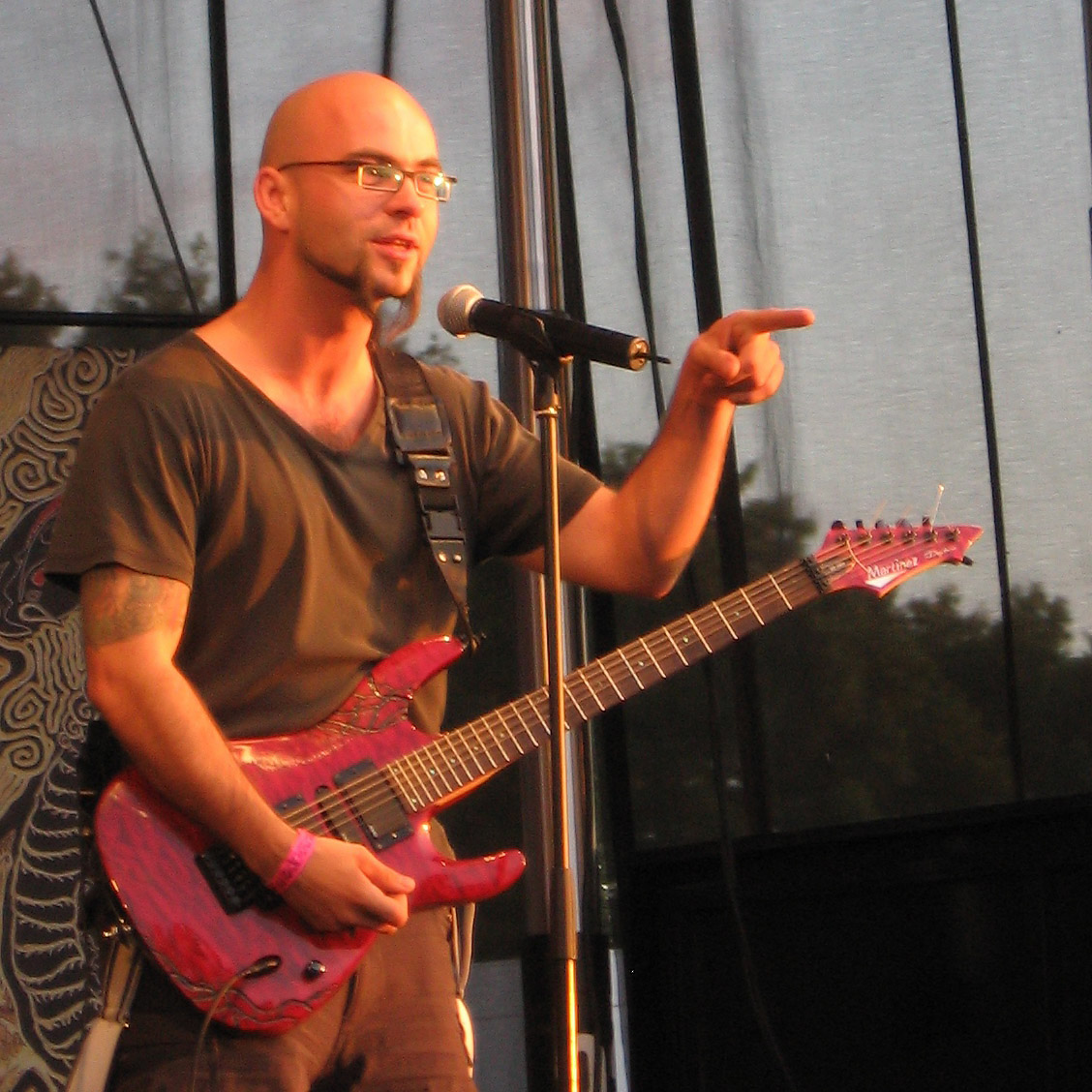
Fuchs, Soundcheck Wacken Open Air 2006.

W marcu 2003 ukazał się kolejny album, wydany ponownie z producentem Andym Classenem, Have a Nice Trip, który o mało co nie zdobył miejsca na niemieckiej liście LP-Charts. Skutkiem były kolejne tournée po Europie wraz z Testamentem i Death Angel, występ na Wacken Open Air, Summer Breeze i With Full Force oraz bożonarodzeniowe tournée z Subway to Sally.
Na przełomie lutego i marca 2004 roku Die Apokalyptischen Reiter po raz pierwszy brali udział w tournée jako główny wykonawca, a nie support. Następnie zaczęli prace nad swoim kolejnym albumem. Samurai powstał przy pomocy producenta Tue Madsena w Antfarm Studio w Danii. W celu prezentacji nowego albumu jesienią zorganizowali liczne występy na terenie całych Niemiec. W 2005 roku odbyli kolejną trasę, tym razem z fińskim zespołem Turisas, występującym jako support. Latem 2005 Die Apokalyptischen Reiter ponownie wystąpili na kilku festiwalach.
Po wydaniu w maju 2006 roku EP i DVD Friede sei mit dir, ukazał się wreszcie ich kolejny album Riders on the Storm, który zdobył 31. miejsce w niemieckiej liście najlepszych albumów długogrających. We wrześniu Die Apokalyptischen Reiter występowali w Niemczech, Austrii i Szwajcarii razem z grupą muzyczną Týr oraz Hämatom.
Tournée na początku 2007 z pięcioma innymi zespołami - między innymi Finntrollem - reklamowane pod tytułem ”Earthshaker Roadshock Tour”, nie powiodło się z powodu problemów z organizatorem (Metallysee). Po ośmiu zakończonych terminach, siedem koncertów musiało zostać odwołanych. Zostało to nadrobione dopiero jesienią 2007 w ramach trasy. 1 lutego 2007 ukazało się Live-DVD Tobsucht, na którym znalazły się między innymi wykonania z Wacken Open Air 2007 i Party.San Open Air 2007, czyli „Special Old School Show”, gdzie wyjątkowo zostały zagrane utwory z All You Need Is Love. Premiera DVD odbyła się w pięciu wybranych kinach w Niemczech, gdzie grupa była obecna za każdym razem w celu rozdawania autografów.
W marcu 2008 Pitrone odszedł z zespołu. Jako nowa gitarzystka została przyjęta Lady Cat-Man.
Nowy album Licht ukazał się 29 sierpnia 2008. Już 27 lipca 2008 ukazało się EP Der Weg, które było jego przedsmakiem.
W 2009 roku Lady Cat-Man opuściła zespół, jej miejsce zajął Ady.

## Styl muzyczny

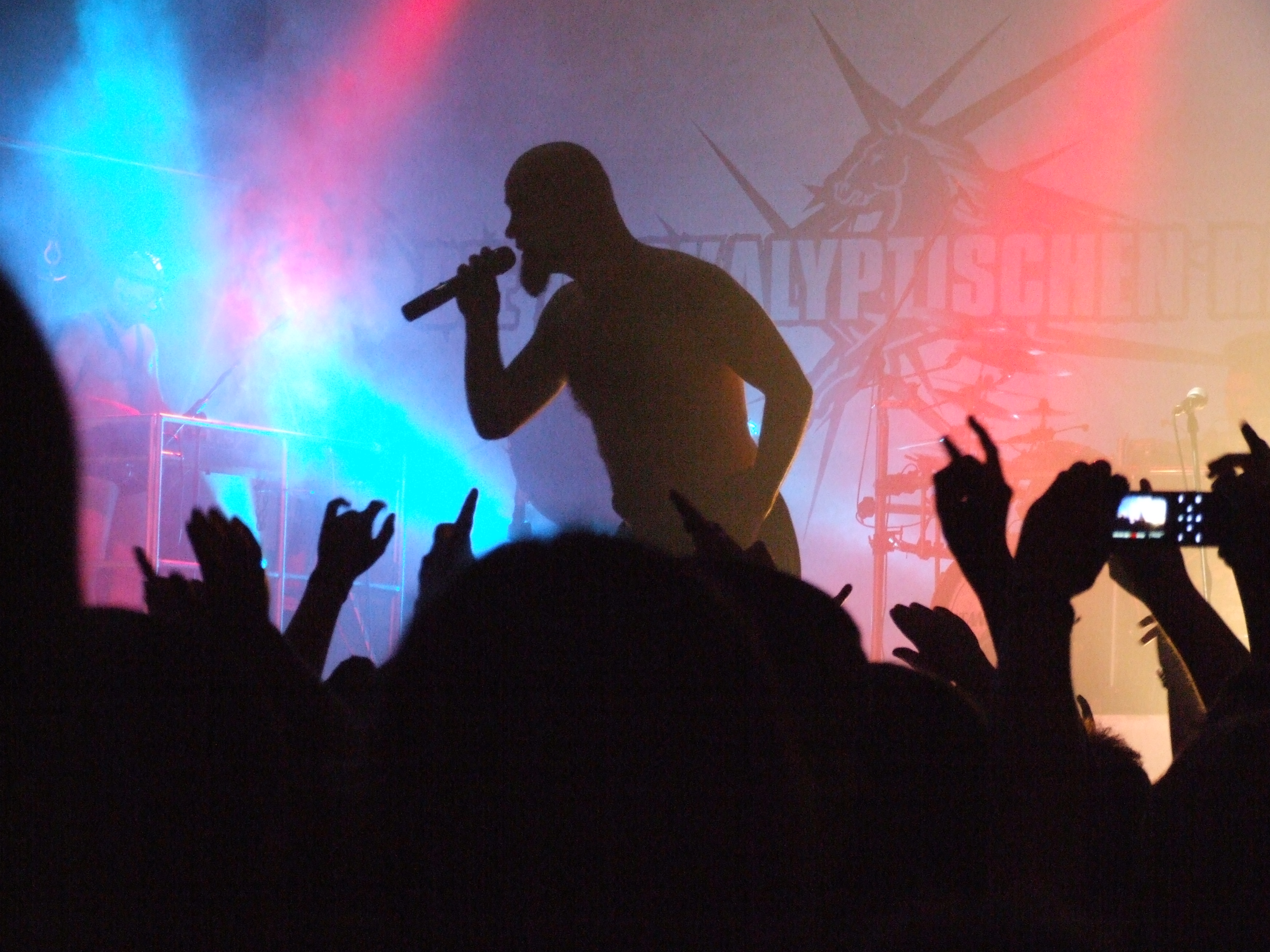
Fuchs 2009, Sommerfesthalle, Otterstadt

U początku swojej kariery Die Apokalyptischen Reiter grali przeważnie melodic death metal z wyłącznie angielskimi, krótkimi i w dużej części zaimprowizowanymi tekstami. Śpiew był zazwyczaj gardłowy, dużo piosenek zawierało dźwięk keybordu, cymbałów i fletu. Jednak już na drugim albumie, Allegro Barbaro, od czasu do czasu dało się słyszeć czysty śpiew, a niektóre fragmenty piosenek były zdecydowanie spokojniejsze.
Wraz z All You Need Is Love zespół wprowadził pierwsze niemieckie teksty, które wyraźnie były bardziej epickie niż te na poprzednich albumach. Na Have a Nice Trip zaczyna wreszcie przeważać czysty śpiew, zarówno w wyraźnie niemieckich tekstach jak i mieszankach, takich jak np. Reitermania, gdzie obok niemieckich strof znajdują się również angielskie, a refreny śpiewane są po rosyjsku i po fińsku. Również na Samurai i Riders on the Storm piosenki śpiewane są w większości w języku niemieckim.
Gardłowy śpiew zaczął występować coraz rzadziej. O ile na wcześniejszych albumach, krótkich i z inspirowanymi folkiem motywami, keyboard dało się słyszeć sporadycznie, o tyle na późniejszych zaczął się pojawiać częściej, również z syntezatorem (uderzenia bębnów) i krótkimi dodatkowymi efektami.
Uwagę zwracają również wpływy latynoamerykańskie i muzyka hiszpańska, co zaobserwować można chociażby w takich utworach jak Schenk Mir Heut Nacht czy Baila Conmígo. Muzyka Die Apokalyptischen Reiter obfituje również w motywy arabskie, jak na przykład w Sehnsucht czy Fatima.

## Dyskografia

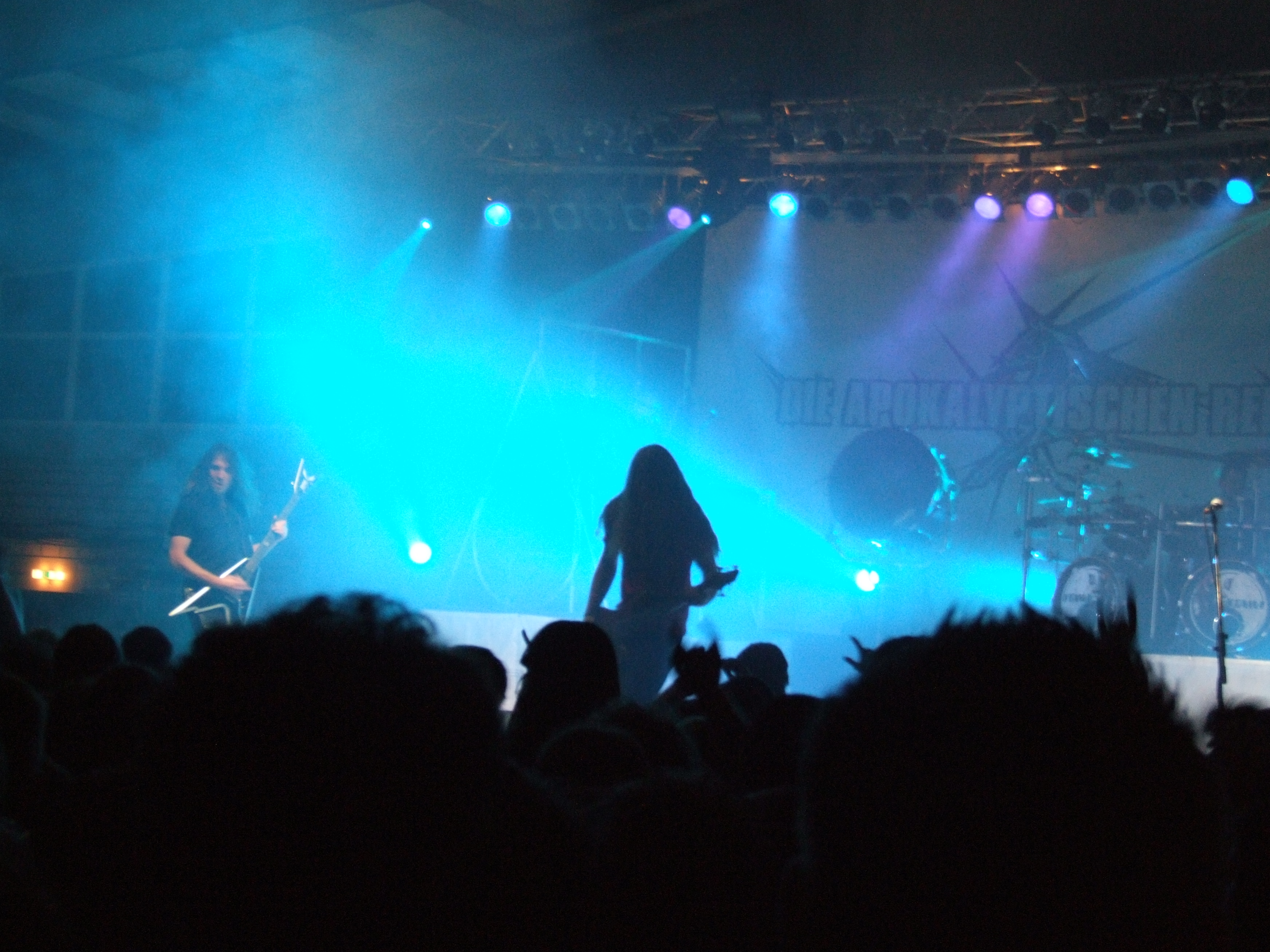
Ady, Volk-Man 2009

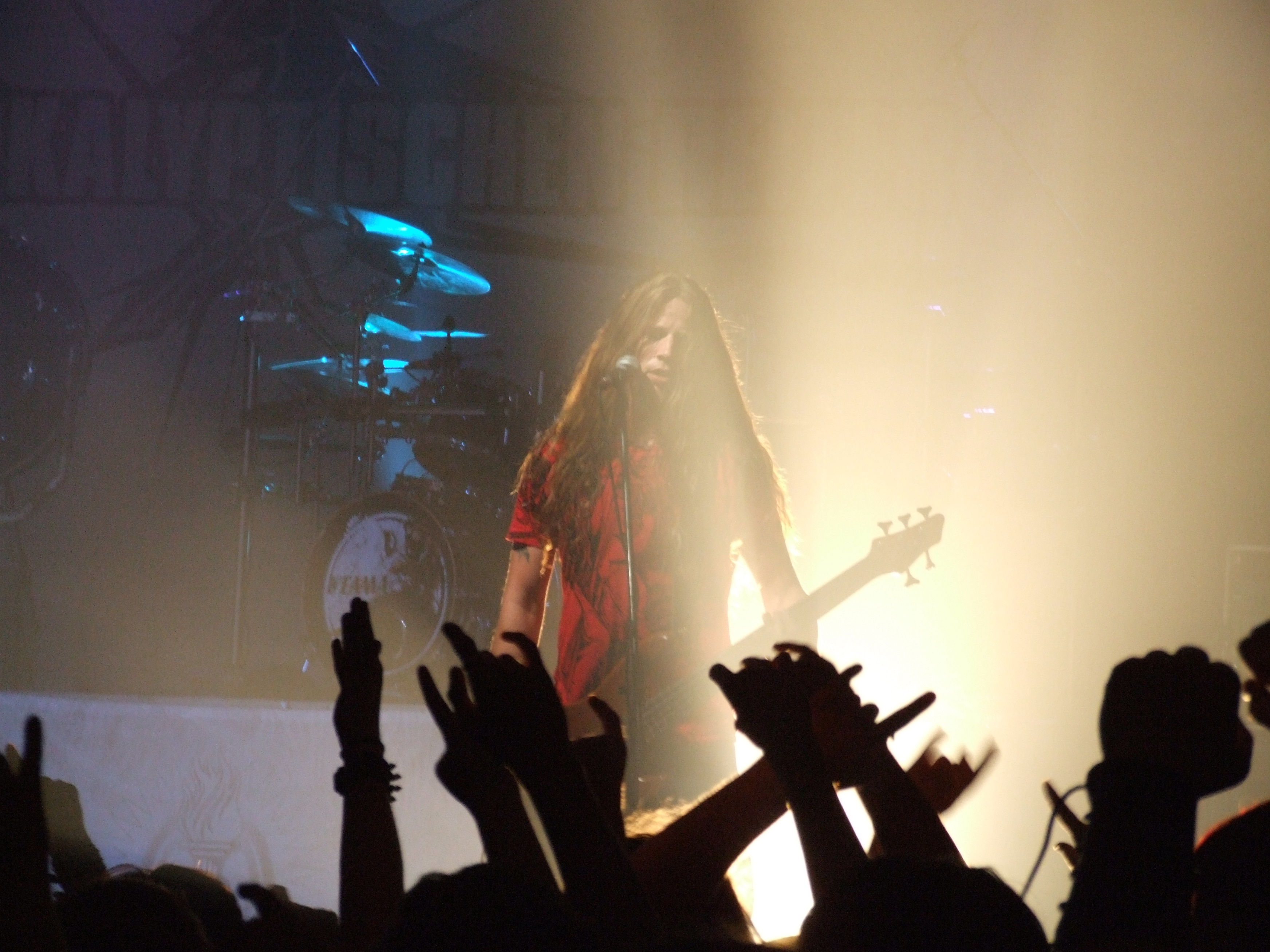
Volk-Man 2009

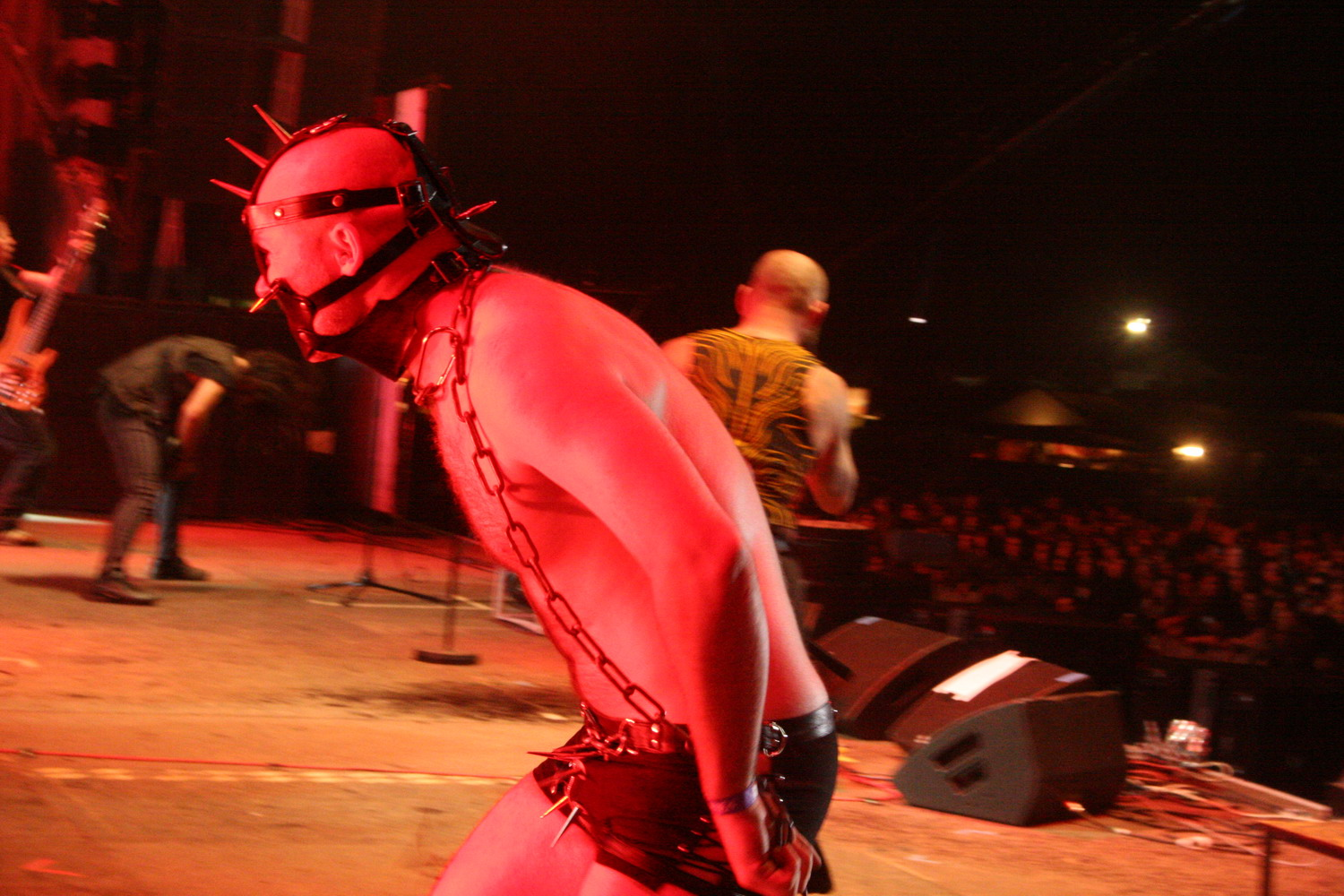
Dr. Pest (Keyboard)

| 1997                           | Soft & Stronger - Data: 1 grudnia 1997 - Wydawca: Ars Metalli         | —  | —  | —  |
| 1999                           | Allegro Barbaro - Data: 29 marca 1999 - Wydawca: Ars Metalli          | —  | —  | —  |
| 2000                           | All You Need Is Love - Data: 2000 - Wydawca: Hammerheart Records      | —  | —  | —  |
| 2003                           | Have a Nice Trip - Data: 17 marca 2003 - Wydawca: Nuclear Blast       | 95 | —  | —  |
| 2004                           | Samurai - Data: 11 listopada 2004 - Wydawca: Nuclear Blast            | —  | —  | —  |
| 2006                           | Riders on the Storm - Data: 25 sierpnia 2006 - Wydawca: Nuclear Blast | 31 | 74 | —  |
| 2008                           | Licht - Data: 29 sierpnia 2008 - Wydawca: Nuclear Blast               | 29 | 49 | 88 |
| 2011                           | Moral & Wahnsinn - Data: 25 lutego 2011 - Wydawca: Nuclear Blast      | 18 | 41 | 61 |
| 2014                           | Tief.Tiefer - Data: 30 marca 2014 - Wydawca: Nuclear Blast            | 22 | —  | 72 |
| 2017                           | Der Rote Reiter - Data: 25 sierpnia 2017 - Wydawca: Nuclear Blast     | 10 | 29 | —  |
| "—" pozycja nie była notowana. |                                                                       |    |    |    |

| 2006                           | Friede sei mit dir (DVD) - Data: 19 maja 2006 - Wydawca: Nuclear Blast | —  |
| 2008                           | Tobsucht (DVD) - Data: 4 lutego 2008 - Wydawca: Nuclear Blast          | 83 |
| 2009                           | Adrenalin - Data: 19 sierpnia 2009 - Wydawca: Nuclear Blast            | —  |
| "—" pozycja nie była notowana. |                                                                        |    |

| Rok  | Tytuł                                                    |
| ---- | -------------------------------------------------------- |
| 2008 | Dschinghis Khan - Data: 1998 - Wydawca: Ars Metalli      |
| 2008 | Der Weg - Data: 27 czerwca 2008 - Wydawca: Nuclear Blast |